# أمراض اللسان
اللسان بشكل عام وردي اللون، تنتشر فيه النتواءات، وفي حال إصابته بالمرض قد يتغيّر لون اللسان وملمسه أيضاً، وفي أحيان أُخرى قد نشعر بألم به. وعامة فإن أمراض اللسان لا تُعد خطيرة، وسُرعان ما يتم الشفاء منها وبشكل سريع، مع الإشارة بأنّ التغيّر الذي يُصيب لون اللسان، أو ألمه قد يعني أحياناً وجود مشكلات شائكة كنقص الفيتامينات مثل فيتامين ب 12، سرطان الفم، ومرض الايدز.

## الخلقي

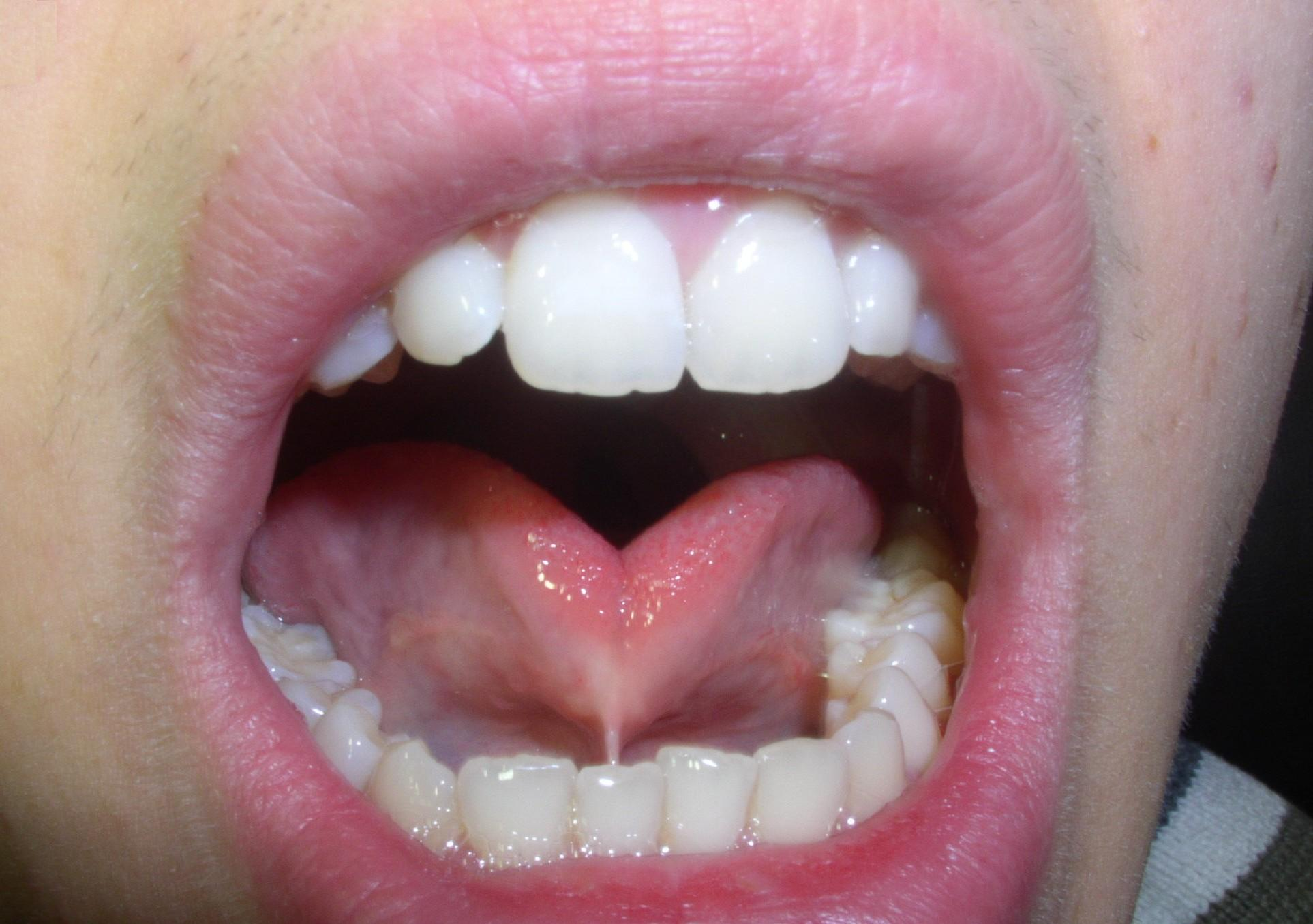
التصاق اللسان

أمثلة للعيوب الخَلقية التي تؤثر على اللسان وتشمل:
- نقص اللسان - غياب كامل للسان عند الولادة
- التصاق اللسان (ربط اللسان) - حيث لجام اللسان تثبيت اللسان إلى قاع الفم كحبل. إذا كان يتعارض مع صحة الفم والتغذية، يجوز استئصال اللجام.
- نقص اللسان - اللسان القصير خلقيا
- صغر اللسان
- ضخامة اللسان - لسان كبير بشكل غير طبيعي، ويرى في بعض الاضطرابات مثل متلازمة داون (على الرغم من ضخامة اللسان يمكن أن يكون سبب مكتسب كذلك).
- العابي تا - على سبيل المثال Leiomyomatous hamartoma
- تدلي اللسان
- الأرومي الاغترابي - على سبيل المثال، ورم لسان أرومي اغترابي عظمي، وهي حالة نادرة جدا يتميز العقيدات على الظهر اللسان يحتوي عظم رقائقي ناضج دون خلية عظمية أو نشاط ناقضة العظم.[2]

:808 غضروفية (شبه غضروفي), ويمكن أيضا نادرا جدا ما تحدث glial choristomas على اللسان.
- خلل تكون الغدة الدرقية

## المكتسب

### الأوعية الدموية
- لسان كافيار - الأوردة تحت اللسان يمكن أن تصبح متوسعة وبارزة، وتعطي السطح الأسفل من اللسان شكل أو مظهرالكافيار.
- ورم وعائي دموي

### التهاب

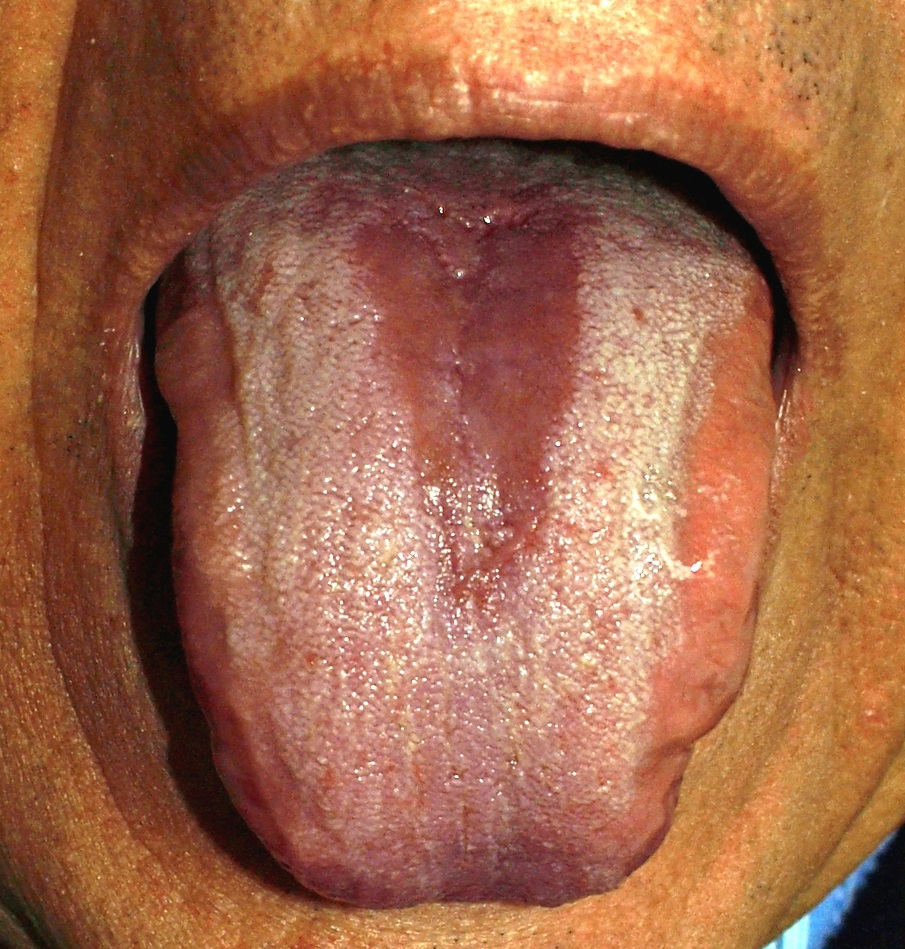
التهاب اللسان المعيني المتوسط

تتعدد العوامل المُسببة لالتهاب اللسان منها:
- التهاب اللسان - تنتج بعض أنواع التهاب اللسان عن طريق العدوى، على سبيل المثال: التهاب اللسان المعيني الناصف فطري «لسان الفراولة»
- عن طريق الفم طلوان مشعر يوجد في الأشخاص الذين يعانون من التثبيط المناعي والذي يسببه فيروس إبشتاين-بار
- داء المبيضات الفموي هو «مرض القلاع» هو عدوى الخميرة من الفطريات من جنس المبيضات على الأغشية المخاطية للفم

أوعند الإصابة بفيروس العوز المناعي البشري

### الصدمة
- ربما الصدمة تصيب اللسان بالوسائل الميكانيكية والحرارية والكهربائية أو الكيميائية. من خلال سيناريو مشترك حيث يتم عض اللسان من غير قصد فيما إذا كان التخدير الموضعي

أو تناول الأطعمة الساخنة أو الحارة.
).

### المناعة الذاتية
- الظروف الذاتية مثل متلازمة شوغرن يمكن أن تسبب جفاف الفم، وينتج التهاب اللسان.

### الالتهابية
- التهاب اللسان
- عن طريق الفم الحزاز المسطح

### العصبية
- عصب تحت اللسان ضعف يمكن أن يسبب ضمور وتليف اللسان.
- متلازمة ملكيرسون-روزنتال - اضطراب عصبي يتميز بلسان مشقق، شلل الوجه وتورم فموي وجهي.

### الأورام

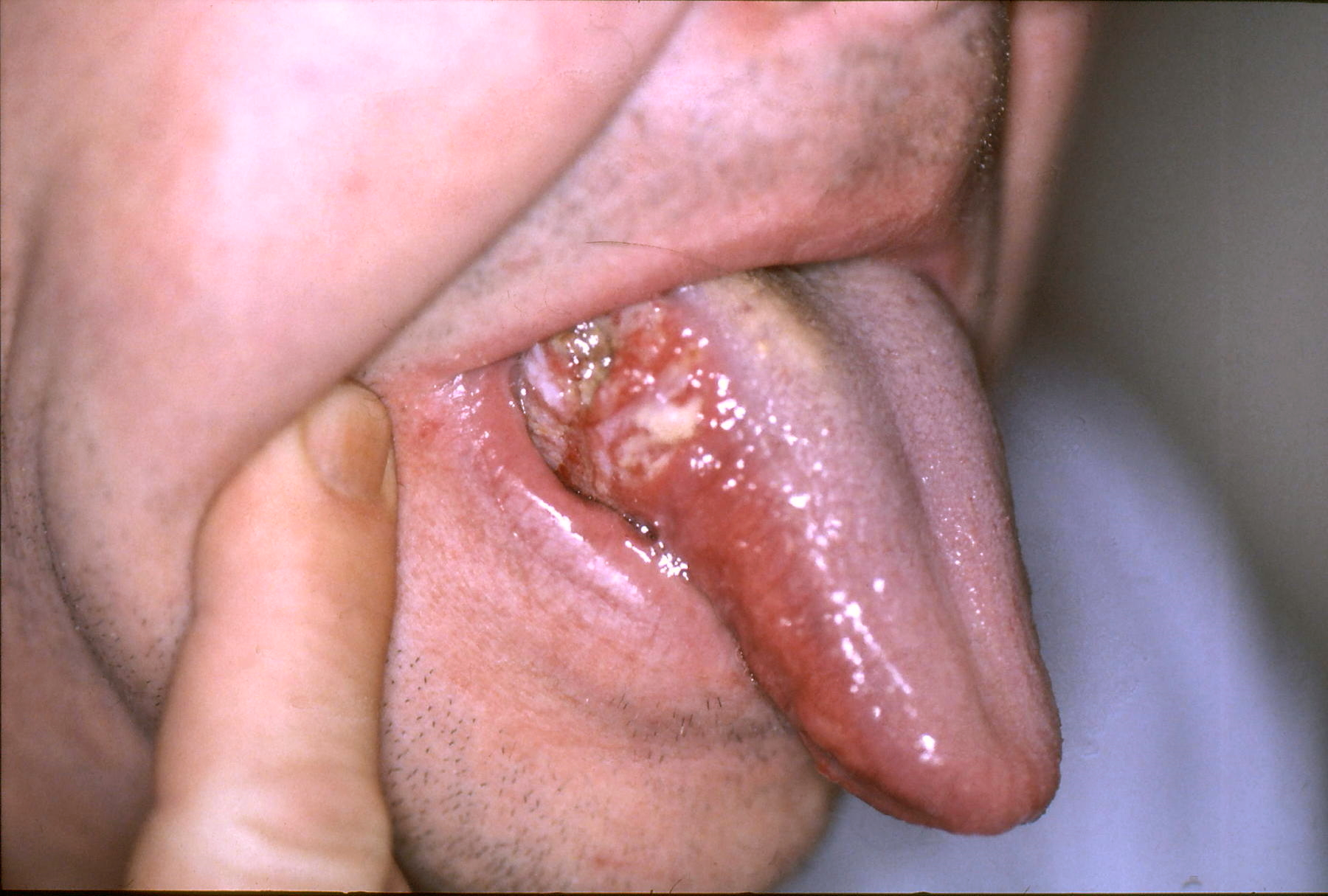
سرطان الفم على جانب اللسان

- إن الجانبين (الافقي) وتحت السطحي (البطني) من اللسان هي مواقع مخاطر عالية لتطوير سرطان الفم، والأكثر شيوعا سرطان الخلايا الحرشفية.

### التنكسي
- مرض العصب المتحرك (أيضا يعرف بمرض لو جيريج) يمكن أن يسبب ضعف السيطرة على حركة اللسان، مما يؤثر على الكلام والبلع.

### البيئي
- سوء النظام الغذائي يمكن أن يسبب سوء التغذية ونقص التغذية. نقص الحديد والفيتامينات B وحمض الفوليك من الأسباب الشائعة لالتهاب اللسان الضموري.
- لسان أسود مشعر - نجد أن هنالك بعض العوامل البيئية التي يعتقد أنها تسبب اللسان الشعري الأسود، مثل اتباع نظام غذائي لين، وسوء نظافة الفم والتدخين واستخدام المضادات الحيوية.

### أسباب أخرى مجهولة

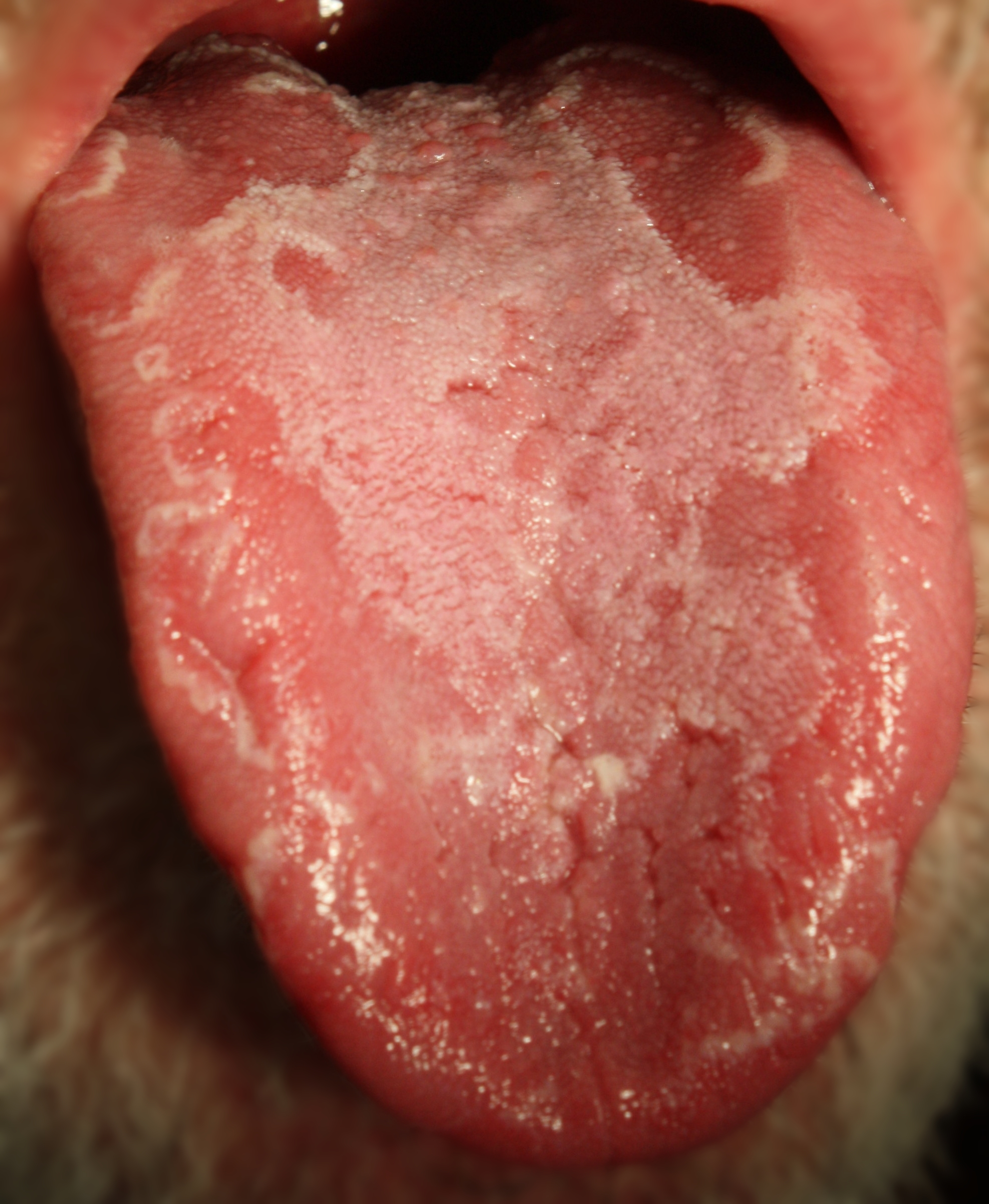
اللسان الجغرافي (التهاب اللسان المهاجر الحميد)

- اللسان الجغرافي (التهاب اللسان المهاجر الحميد) - وهو اضطراب شائع والذي يسبب أحيانا حرقان ولكن عادة ما يكون غير مؤلم. عبارة عن بقع غير منتظمة الشكل depapillation على اللسان تعطي مظهر قريب من الخريطة. والسبب غير معروف.
- الطلاوة - يمكن أن تؤثر على اللسان
- اللسان المغطى - بقايا الطعام والخلايا الطلائية المتوسفة والبكتيريا غالبا ما تشكل طلاء اللسان المرئي.[7] وقد تم تحديد هذا الطلاء باعتباره عاملا مساهما رئيسيا في رائحة الفم الكريهة (بخر فموي)،[7] والتي يمكن أن تدار من قبل تفريش اللسان بلطف بفرشاة أسنان أو باستخدام أدوات نظافة الفم خاصة مثل كاشطات اللسان أو فرش الفم.[8]
- متلازمة احتراق الفم - هذا هو اضطراب الألم المزمن ينطوي عادة على اللسان. في انعكاس لهذا، فإن بعض المرادفات للحالة تشمل مصطلحات للسان محددة مثل «ألم اللسان» أو «متلازمة حرق اللسان». وتتميز احتراق متلازمة الفم بحرقان مزمن على اللسان وغيره من الأغشية المخاطية الفموية في غياب أي علامات محددة أو أسباب.